# Jan Hengeveld
Johannes Hendrikus (Jan) Hengeveld (Arnhem, 24 december 1894 – aldaar, 4 mei 1961) was een Nederlandse beoefenaar van de touwtreksport en als zodanig verbonden aan de krachtsportvereniging Achilles te Arnhem. Hij kwam op dit onderdeel uit op de Olympische Spelen van 1920. In het dagelijks leven was Hengeveld gemeenteambtenaar.

## Loopbaan
Touwtrekken was aan het begin van de 20e eeuw een onderdeel van de atletieksport. Toen in mei 1920 de Nederlandse Atletiek Unie (NAU) in Utrecht voorwedstrijden voor de Olympische Zomerspelen in Antwerpen later dat jaar organiseerde, maakte touwtrekken dan ook deel uit van het programma. Bij die gelegenheid won de Arnhemse krachtsportvereniging Achilles dit onderdeel, gevolgd door het team van de vereniging F.L. Jalin uit Edam en de politiesportvereniging uit Amsterdam, in die volgorde. Als beloning voor deze overwinning werd het acht man sterke touwtrekteam uit Arnhem als nationaal team naar Antwerpen uitgezonden.
Het team, naast Hengeveld bestaande uit Henk Janssen, Anton van Loon (teamcaptain) en diens broer Willem van Loon, Wim Bekkers, Wim van Rekum, Rinus van Rekum en Sijtse Jansma en met een gemiddeld gewicht van 85 kilogram, moest op de Spelen allereerst aantreden tegen het bijna 200 kg zwaardere Italië. Ondanks deze gewichtsongelijkheid wist de Nederlandse ploeg in twee beurten te winnen van deze zware tegenstanders, waarbij de eerste 'trek' in 1.11 min. ging en de tweede in 43,25 sec. Volgens het verslag van Achilles-bestuurslid en ploegleider Teus van Deutekom wierpen de zware jongens uit Italië zich na hun nederlaag op de grond en snikten het uit. Het duurde geruime tijd alvorens zij enigszins gekalmeerd het terrein verlieten.
In de volgende ronde moest de Nederlandse equipe aantreden tegen de Engelsen, acht Londense politieagenten, die zo’n 300 kg zwaarder waren en eerder de Amerikanen tweemaal binnen de twintig seconden (eerste trek 13,2, tweede trek 18,48 sec.) hadden verslagen. De Engelse Bobbies wonnen met gemak in respectievelijk 28,8 en 13,4 sec. Nadat vervolgens de Engelsen ook de Belgen, die eerder te sterk waren gebleken voor de Amerikanen, hadden geklopt en hiermee de olympische titel veilig stelden, moesten Nederland en België strijden om de tweede plaats. In eerste instantie leek deze confrontatie op een walkover voor de Nederlanders uit te draaien, aangezien het bericht doorkwam dat de Belgen niet opnieuw het strijdperk zouden betreden. Zij zouden genoegen nemen met de derde plaats. De Nederlanders accepteerden dit echter niet, wilden om de tweede of derde prijs trekken en lieten dit per microfoon door het stadion omroepen. Hierop volgde een luid applaus en gefluit, waarna de Belgische touwtrekkers ten slotte toch verschenen en de strijd alsnog losbrandde. De eerste 'trek' werd, ondanks krachtige tegenstand van de Belgen, in 1.03,4 gewonnen, de tweede in 2.03. Daarmee werd de tweede plaats veiliggesteld. Het was de allereerste olympische medaille in de geschiedenis van de Nederlandse atletiek.
Terug in Arnhem kreeg de ploeg van Achilles een heldenontvangst van de bevolking. Bij de rijtoer door de Gelderse hoofdstad had de politie de grootste moeite voor het achttal een pad vrij te maken door de dichte haag van belangstellenden. Hierna werd het team gehuldigd in Musis Sacrum.
Het olympische optreden van een Nederlandse touwtrekploeg zou tot deze ene keer beperkt blijven. Vier jaar later was dit onderdeel uit het Olympische programma geschrapt. In 1936 droeg de KNAU deze tak van sport over aan de Nederlandse Kracht Sportbond.